# To Love (album)
Pour les articles homonymes, voir To Love.
Albums de Faye Wong
Faye Wong
(2001) Be Perfunctory
To Love, sorti en novembre 2003, est le dix-neuvième album de Faye Wong. Ce dix-neuvième album est sorti sur le label EMI.
La douzième chanson "In the name of love" a été censurée par le gouvernement chinois à cause du texte qui évoque "l'opium".

## Titres
1. To Love (將愛)
2. Empty City (空城)
3. Leave Nothing (不留)
4. Beautiful Mistake (美錯)
5. Passenger (乘客) (reprise de "Going Home" de Sophie Zelmani)
6. Precious Sunshine (陽寶)
7. Carrousel (旋木)
8. April Snow (四月雪)
9. Concealed Night (夜粧)
10. Smoke (煙)
11. MV
12. In The Name Of Love (假愛之名) (version cantonaise de To Love)
13. Withered Flower (花事了) (version cantonaise de Passenger)